# Bartomeu Font Obrador
Bartomeu Font Obrador (Llucmajor, Mallorca el 1932 - Llucmajor el 9 d'octubre de 2005) fou un historiador mallorquí especialitzat en la història de Llucmajor i en la de les missions de Nova Espanya.
Bartomeu Font es llicencià en filosofia i lletres a la Universitat de Barcelona, especialitat Història, el 1959. Dedicat en principi a l'arqueologia, formà part de l'equip de Lluís Pericot en excavacions a Catalunya i Mallorca, especialment del període talaiòtic en el terme municipal de Llucmajor (poblat talaiòtic de Capocorb Vell, etc.) entre 1957 i 1960.
El 1968 es doctorà, a la Universitat de Barcelona, amb la tesi Contribució mallorquina al coneixement dels indígenes de Califòrnia, convertint-se en especialista en l'estudi de la participació mallorquina en la colonització i evangelització de Nova Espanya. En aquest camp fou autor d'estudis sobre la vida i obra de fra Juníper Serra, fra Francesc Palou, fra Joan Crespí i fra Jeroni Boscana.
Un altre camp on destaquen els seus estudis és en la redacció i publicació de la Història de Llucmajor, en 9 volums (1972-2001), fita cabdal de la historiografia llucmajorera. Es tracta d'una de les històries locals de les Illes Balears més rica i més documentada. A tal fi, escodrinyà els arxius municipals i urbans de Mallorca, regirà i desxifrà lligalls i manuscrits, amb l'objectiu de donar a conèixer nous documents des de l'època talaiòtica fins al primer terç del segle xx. Destaca en aquesta obra un capítol del volum VIII dedicat a la poetessa Maria Antònia Salvà i Ripoll en el qual, en col·laboració amb Sebastià Cardell i Tomàs, publicà nous poemes, cartes i il·lustracions.
Fou professor de la Universitat Central de Barcelona a l'Estudi General Lul·lià entre 1968 i 1970, fou director de publicacions de la Societat Arqueològica Lul·liana, director del Museu fra Juníper Serra de Petra, cronista oficial de l'Ajuntament de Llucmajor des del 1966 i membre de la Reial Acadèmia de la Història, de la Reial Acadèmia de Bones Lletres de Barcelona des de 1975 i de la Reial Acadèmia de la Història de Mèxic.
Obtingué diferents títols honorífics: Premi Ciutat de Palma el 1968, Creu Oficial de l'Orde d'Isabel la Catòlica, Escut d'Or de Llucmajor, Espigolera de Llucmajor, la ciutadania honorària de San Gabriel (Califòrnia) i el Premi Jaume II del Consell de Mallorca el 2006 a títol pòstum. Fou proclamat, el 25 de maig de 1999, fill il·lustre de Llucmajor.

## Obres
- Los indígenas de California del P. Fr. Jerónimo Boscana, O.F.M. (1775-1831). Imp. Moderna (1973)
- El Padre Francisco Palou, O.F.M: discurso Biográfico del nuevo Hijo Ilustre de Palma. Ajuntament de Palma (1976)
- De l'apotecaria històrica mallorquina (1986)[6]
- Juníper Serra: l'empremta mallorquina a California naixent. Ajuntament de Palma (1988)
- Fra Juníper Serra. Les Balears i el Nou Món. Sa Nostra (1989)
- El apóstol de California, sus albores. Direcció General de Cultura, Conselleria de Cultura, Educació I Esports, Govern Balear (1989)
- Fray Junípero Serra. Doctor de gentiles. Miquel Font (1998)
- Joan Crespí: explorador i cronista franciscà a l'Alta Califòrnia. Ajuntament de Palma (1994)
- Història de Llucmajor, en 9 volums. Ajuntament de Llucmajor (1972-2001)